# Schleusensiedlung (Sülfeld)
Die Schleusensiedlung ist eine zum Ortsteil Sülfeld gehörende Ortschaft im Gebiet der kreisfreien Großstadt Wolfsburg in Niedersachsen.

## Geschichte
Erbaut wurden die sechs Doppelhäuser der Siedlung zwischen 1934 und 1938 als Wohngebäude für die Arbeiter der Schleuse Sülfeld am Mittellandkanal. Es sind zwölf Doppelhaushälften im Heimatschutzstil, die unter Denkmalschutz stehen. Die Häuser stehen heute in Besitz von Privatpersonen, werden aber nur teilweise bewohnt.
Am 1. Juli 1972 wurde Sülfeld und somit auch die Schleusensiedlung aus dem Landkreis Gifhorn gemäß dem Wolfsburg-Gesetz in die Stadt Wolfsburg eingegliedert.

## Politik
Politisch gehört die Schleusensiedlung zum Ortsteil Sülfeld. Zusammen mit dem Stadtteil Fallersleben bildet Sülfeld einen gemeinsamen Ortsrat der Ortschaft Fallersleben-Sülfeld. Der Ortsbürgermeister ist André-Georg Schlichting (CDU).

## Verkehr
Südlich der Siedlung führt die Landesstraße 292 vorbei, über die die Schleusensiedlung zu erreichen ist. Die L 292 verbindet Allerbüttel und Calberlah im Landkreis Gifhorn mit Sülfeld.
Die Wohnhäuser der Ortschaft liegen an der Anliegerstraße „Schleusensiedlung“. Die Siedlung ist an den ÖPNV durch Buslinien der Verkehrsgesellschaft Landkreis Gifhorn (VLG) angebunden.